# Салій Юрій Якович
Салі́й Ю́рій Я́кович (*1886, Хлистунівка — †1972, Хлистунівка) — учасник Першої Світової війни, повний кавалер відзнаки ордена Святого Георгія (солдатських Георгіївських хрестів).

## Біографія
Народився у 1886 році в селі Хлистунівці (нині Городищенського району Черкаської області) в селянській сім'ї. По досягненні повноліття його призвали до армії. Служив в Самарі в артилерійській частині зброєносцем у генерала. Під час Першої світової війни він двічі рятував життя генералу. За це він отримав чотири Георгіївські хрести, які є солдатською відзнакою ордена Святого Георгія.
1918 року, по закінченню війни, Салій повернувся додому, одружився з Палажкою з сусіднього села В'язівок. Із становленням Радянської влади Салія в 1920 році арештували і посадили у черкаську в'язницю на рік. Під час Голодомору їздив до Середньої Азії за борошном, обмінявши на нього свій один Георгіївський хрест.
В роки Другої Світової війни Салій перебував в окупації. За віком до армії його не брали, тому він господарював вдома. Німецькі окупанти примушували його возити продовольство з Млієва до Хлистунівки. За відмову виконувати цю роботу втратив око.
Помер Салій у 1972 році вдома.